# 대한민국 민사소송법 제235조
대한민국 민사소송법 제235조는 소송능력의 상실, 법정대리권의 소멸로 말미암은 중단에 대한 민사소송법조문이다.

## 조문
제235조(소송능력의 상실, 법정대리권의 소멸로 말미암은 중단) 당사자가 소송능력을 잃은 때 또는 법정대리인이 죽거나 대리권을 잃은 때에 소송절차는 중단된다. 이 경우 소송능력을 회복한 당사자 또는 법정대리인이 된 사람이 소송절차를 수계하여야 한다.